# Liste der Baudenkmale in Dahlem (Niedersachsen)
In der Liste der Baudenkmale in Dahlem sind die Baudenkmale der niedersächsischen Gemeinde Dahlem und ihrer Ortsteile aufgelistet. Der Stand der Liste ist der 22. Januar 2023. Eine zwischenzeitliche Löschung hier noch aufgeführter Objekte oder auch später hinzugekommene Denkmale sind also in der Regel nicht berücksichtigt.

## Dahlem

### Einzelobjekte
| Lage                                    | Bezeichnung | Beschreibung | ID       | Bild |
| --------------------------------------- | ----------- | --- | -------- | ---- |
| Steinweg 3 53° 12′ 10″ N, 10° 44′ 48″ O | Stall       | Langgestreckter eingeschossiger Sichtbacksteinbau unter Satteldach mit massivem Drempel. Außenwandgliederung mit Lisenen und Gesimsen in Backsteinziersetzung. Giebel mit First- und Schulterstaffeln und gestuftem Ortganggesims sowie mittiger Ladeluke im DG. Außermittige Quereinfahrt. Ursprünglich Wirtschaftsgebäude des nördlich benachbarten Hofes, heute mit Wohnnutzung. Errichtet um 1900. | 28825259 | BW   |

## Dahlem-Marienau

### Einzelobjekte
| Lage                                           | Bezeichnung       | Beschreibung | ID       | Bild |
| ---------------------------------------------- | ----------------- | --- | -------- | ---- |
| Neetzetalstraße 1 53° 12′ 17″ N, 10° 43′ 21″ O | ehem. Wassermühle | Aus zwei Baukörpern bestehendes Gebäude. Im Norden zweigeschossiger traufständiger Bau unter Satteldach mit Fachwerk-OG über EG in Sichtbackstein. Zwerchhaus mit Satteldach über der Nordostecke. Südlich anschließend teils über dem Mühlgraben ein schmalerer zweigeschossiger massiver Anbau mit Drempel unter Satteldach mit mittigem Zwerchhaus. Errichtet zweite Hälfte 19. Jh. Südlicher Anbau 1910. | 28825523 | BW   |
| Neetzetalstraße 1 53° 12′ 16″ N, 10° 43′ 23″ O | Mühlteich         | Künstlich angelegter Teich südlich des Mühlengebäudes parallel zum Lauf Neetze, von dieser durch einen Damm am Westufer des Teiches getrennt. | 28825539 | BW   |

## Harmstorf

### Gruppe: Feldsteinmauern
Die Gruppe hat die ID: 34326216. Grundstückseinfriedungen durch Feldsteinmauern entlang der zentralen Straßen im Ortskern bei den Höfen Goldstraße 1, Horndorfer Weg 3, Im Dorf 1, 2, 5 und 7.

| Lage                                          | Bezeichnung | Beschreibung | ID       | Bild |
| --------------------------------------------- | ----------- | --- | -------- | ---- |
| Goldstraße 1 53° 12′ 51″ N, 10° 45′ 21″ O     | Einfriedung | Straßenseitige Einfriedung durch eine Feldsteinmauer im Nordosten des Grundstücks zur Straßenecke, in Höhe des Wirtschaftsgiebels nach innen abgewinkelt.                                                                                            | 28825278 | BW   |
| Horndorfer Weg 3 53° 12′ 50″ N, 10° 45′ 32″ O | Einfriedung | Straßenseitige Einfriedung entlang der südlichen und westlichen Grundstücksgrenze durch eine geböschte Feldsteinmauer mit Deckplatten. An der Westseite Eingangstor mit zwei Backsteinpfeilern mit Kunststein-Zierelementen und aufgesetzten Kugeln. | 28825358 | BW   |
| Im Dorf 1 53° 12′ 52″ N, 10° 45′ 26″ O        | Einfriedung | Straßenseitige Grundstückseinfriedung durch eine Feldsteinmauer. | 28825342 | BW   |
| Im Dorfe 2 53° 12′ 52″ N, 10° 45′ 28″ O       | Einfriedung | Straßenseitige Grundstückseinfriedung durch eine Feldsteinmauer entlang der nordwestlichen und südwestlichen Grundstücksgrenze. | 28825374 | BW   |
| Im Dorfe 5 53° 12′ 54″ N, 10° 45′ 28″ O       | Einfriedung | Straßenseitige Grundstückseinfriedung durch eine Feldsteinmauer. Im Südwesten spitzwinkliger Anschluss an die Einfriedung des Nachbargrundstücks Im Dorf 1. Nördlicher Teil mit Eisengitterzaun zwischen Feldsteinpfeilern.                          | 28825310 | BW   |
| Im Dorf 7 53° 12′ 53″ N, 10° 45′ 30″ O        | Einfriedung | Straßenseitige Grundstückseinfriedung. Feldsteinmauersockel mit aufgesetztem Eisengitterzaun zwischen Feldsteinpfeilern. | 28825326 | BW   |

### Einzelobjekte
| Lage                                          | Bezeichnung               | Beschreibung | ID       | Bild |
| --------------------------------------------- | ------------------------- | --- | -------- | ---- |
| Goldstraße 1 53° 12′ 51″ N, 10° 45′ 21″ O     | Wohn-/ Wirtschaftsgebäude | Traufständiges Zweiständerhaus mit Backsteinausfachungen unter Halbwalmdach in roter Hohlpfannendeckung. Um 1840. | 28825485 | BW   |
| Horndorfer Weg 3 53° 12′ 50″ N, 10° 45′ 33″ O | Wohn-/ Wirtschaftsgebäude | Traufständiger Sichtbacksteinbau nach Vorbild eines Flettdielenhauses unter Halbwalmdach in Ziegelpfannendeckung mit massivem Drempel über Geschossgesims in Backsteinziersetzung. Außermittige Zwerchhäuser unter Krüppelwalmdach in beiden Dachflächen jeweils über straßen- und hofseitigen Eingang zum Wohnteil. Inschrift über hofseitigen Eingang, mit Bauherrschaft und Datierung: 1913.                                                                                       | 28825409 | BW   |
| Im Dorfe 2 53° 12′ 51″ N, 10° 45′ 27″ O       | Wohnhaus                  | Traufständiges Gebäude in Straßenachse an Gabelung. Eingeschossiger Backsteinbau unter Satteldach in Zementplattendeckung mit eingelegtem Zickzackmuster und Datierung. Symmetrische Fassade mit dreiachsigem Zwerchhaus unter Satteldach, darunter mittiger Hauseingang mit vorgelegten Stufen. Segmentbogige Fensteröffnungen, leicht zurückspringende verputzte Brüstungsfelder. Ursprünglich inschriftliche Datierung in der Dachdeckung: 1889.                                   | 28825390 | BW   |
| Im Dorfe 5 53° 12′ 54″ N, 10° 45′ 28″ O       | Wohn-/ Wirtschaftsgebäude | Zweiständerhaus in Fachwerk mit Backsteinausfachung unter Halbwalmdach in Ziegeldeckung. Wohnteil tw. massiv unter hohem, quer ausgerichteten Krüppelwalmdach. Inschriftliche Datierung am Wirtschaftsgiebel: 1944. | 28825447 | BW   |
| Im Dorfe 7 53° 12′ 53″ N, 10° 45′ 31″ O       | Wohn-/ Wirtschaftsgebäude | Traufständiges Wohnhaus mit rückwärtig im rechten Winkel anschließendem, langgestreckten Wirtschaftsteil. Eingeschossiger Sichtbacksteinbau unter Krüppelwalmdach in Falzziegeldeckung, Halbwalm über Wirtschaftsgiebel. Symmetrische Fassade mit dreiachsigem Zwerchgiebel unter Krüppelwalmdach über dem mittigen Hauseingang. Gliederung durch Lisenen und Gesimse in Backstein-Ziersetzung. Inschrift auf Sandsteintafel über dem Eingang, mit Bauherrschaft und Datierung: 1911. | 28825428 | BW   |